# 김해대곡초등학교
김해대곡초등학교는 대한민국 경상남도 김해시에 있는 공립 초등학교이다.
-학교 연혁
[2005년] [9월 1일]: 개교

## 참고 자료
- 김해대곡초등학교 - 한국교육학술정보원 학교알리미